# Kew Gardens
Królewskie Ogrody Botaniczne w Kew (ang. The Royal Botanic Gardens, Kew) – kompleks ogrodów i szklarni pomiędzy Richmond i Kew w Richmond upon Thames, w południowo-zachodnim Londynie. Jest to także organizacja zarządzająca tym kompleksem terenów zieleni wraz z ogrodami Wakehurst Place w Susseksie oraz placówka naukowa i edukacyjna o międzynarodowym znaczeniu w zakresie badań botanicznych, zatrudniająca około 700 pracowników. Kew Gardens to pracownie naukowe, biblioteka, jedno z największych herbariów na świecie, miejsca obsługi zwiedzających (restauracje, galerie). W roku 2005 Kew Gardens zostało odwiedzone przez blisko 1,5 miliona gości. W 2003 Kew Gardens zostały wpisane na Listę światowego dziedzictwa UNESCO.
Kew Gardens publikuje naukowe czasopismo Kew Bulletin poświęcone botanice i mykologii.
W Kew Gardens od 13 listopada 2024 roku do 5 stycznia 2025 można było zobaczyć świąteczne iluminacje, którego szlak prowadził przez 3 kilometry. Były podświetlone drzewa i szklarnia, które migotały różnymi światłami do muzyki. Odbył się pokaz fontann powiązany z animacją komputerową do muzyki. 